# حق رأی در ایران

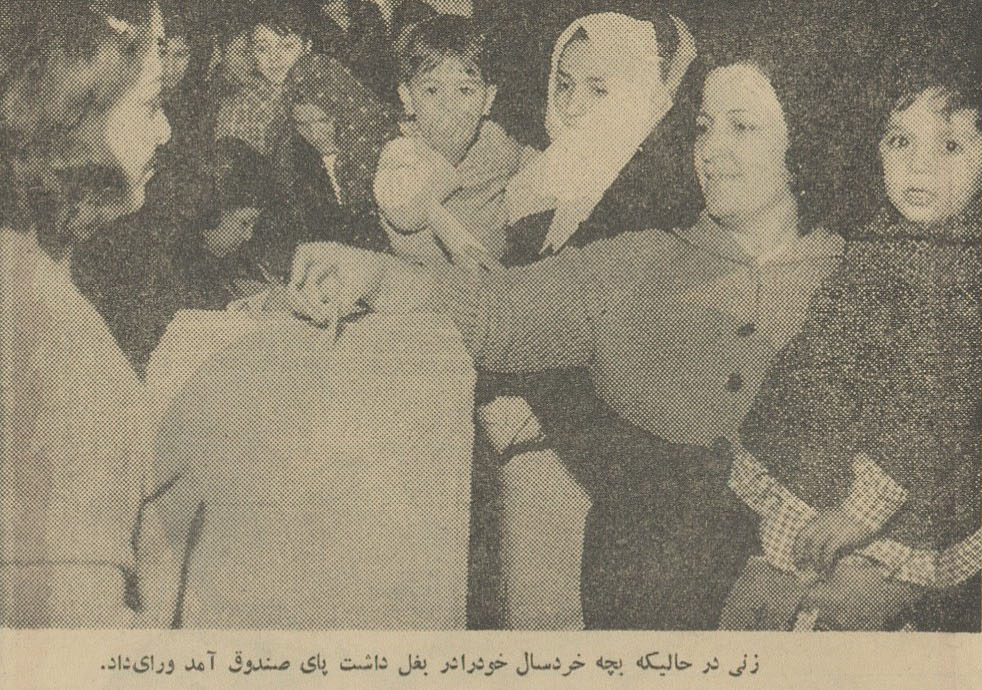
زنان ایرانی اولین بار در ۶ بهمن ۱۳۴۱ هنگام همه‌پرسی انقلاب سفید پای صندوق‌های رأی رفتند.

حق رأی در ایران در حال حاضر به همهٔ شهروندان ایرانی بالای ۱۸ سالِ تمام تعلق می‌گیرد.
در نظامنامهٔ انتخابات اصنافی، فقط شش طبقهٔ خاص ۱) شاهزادگان قاجار؛ ۲) اعیان و اشراف؛ ۳) علما و طلاب؛ ۴) ملاکین و فلاحین؛ ۵) تجار؛ و ۶) اصناف حق رأی داشتند که ملاکین و فلاحین می‌بایست صاحب ملکی به ارزش هزار تومان، تجار صاحب حجره، و اصناف صاحب دکانی با کرایهٔ متوسط می‌بودند. حداقل سن رأی برای رعایای ایرانی ۲۵ سال تعیین شده بود و زنان حق رأی نداشتند. در نظامنامهٔ انتخابات دو درجه، انتخابات از حالت صنفی و طبقاتی خارج شد و حق رأی به مردان ایرانی بالای ۲۰ سال که حداقل از شش ماه پیش ساکن حوزهٔ انتخابیه بوده باشند و حداقل دویست و پنجاه تومان علاقهٔ ملکی داشته باشند یا ده تومان مالیات بدهند یا پنجاه تومان عایدی سالیانه داشته یا تحصیل‌کرده باشند تعلق گرفت. در قانون انتخابات مجلس شورای ملی (مصوب ۱۲۹۰) حق رأی عمومی شد و به همهٔ مردان تبعهٔ ایران بالای ۲۰ سال، فارغ از وضعیت املاک، مالیات، درآمد یا تحصیلات منتها به شرط توطن یا سکونت در حوزهٔ انتخابیه اعطا شد. در قانون انتخابات مجلس شورای ملی (مصوب ۱۳۰۴) تغییری در وضعیت انتخاب‌کنندگان به وجود نیامد. حداقل سن رأی برای انتخابات مجلس سنا که از ۱۳۲۸ آغاز به کار کرد، ۲۵ سال تمام بود. پس از انقلاب سفید در ۶ بهمن ۱۳۴۱ زنان صاحب حق رأی شدند. قانون شرکت بانوان در انتخابات در سال ۱۳۴۳ تصویب شد. در قانون انتخابات مجلس شورای ملی (مصوب ۱۳۵۸ شورای انقلاب) حداقل سن رأی برای انتخاب‌کنندگان به ۱۶ سال تمام کاهش یافت. در ۱۳۶۰ حداقل سن رأی برای انتخابات میان‌دوره‌ای مجلس به ۱۵ سال تمام کاهش یافت. قانون انتخابات مجلس شورای اسلامی (مصوب ۱۳۶۲) شرط رأی را «ورود به ۱۶ سالگی» (یعنی ۱۵ سال تمام) تعیین کرد. در قانون انتخابات مجلس شورای اسلامی (مصوب ۱۳۷۸) حداقل سن رأی به ۱۶ سال تمام افزایش یافت. ولی یک سال بعد دوباره به ۱۵ سال تمام کاهش یافت. از ۱۳۸۵، حداقل سن رأی به ۱۸ سال تمام افزایش یافت.
| سن رأی      | انتخابات/همه‌پرسی |
| ----------- | --- |
| ۱۶ سال تمام | همه‌پرسی نظام جمهوری اسلامی؛ خبرگان قانون اساسی؛ همه‌پرسی قانون اساسی جمهوری اسلامی؛ ریاست‌جمهوری اول؛ مجلس اول                                                                                   |
| ۱۵ سال تمام | خبرگان اول؛ مجلس دوم؛ ریاست‌جمهوری چهارم؛ مجلس سوم؛ ریاست‌جمهوری پنجم و همه‌پرسی بازنگری قانون اساسی؛ خبرگان دوم؛ مجلس چهارم؛ ریاست‌جمهوری ششم؛ مجلس پنجم؛ ریاست‌جمهوری هفتم؛ خبرگان سوم؛ شورای اول |
| ۱۶ سال تمام | مجلس ششم |
| ۱۵ سال تمام | ریاست‌جمهوری هشتم؛ شورای دوم؛ مجلس هفتم؛ ریاست‌جمهوری نهم؛ خبرگان چهارم و شورای سوم |
| ۱۸ سال تمام | ریاست‌جمهوری دوم؛ ریاست‌جمهوری سوم؛ مجلس هشتم؛ ریاست‌جمهوری دهم؛ مجلس نهم؛ ریاست‌جمهوری یازدهم و شورای چهارم؛ مجلس دهم و خبرگان پنجم؛ ریاست‌جمهوری دوازدهم و شورای پنجم؛ مجلس یازدهم                |